# Charles Saint-Martin-Valogne
Pour l’article homonyme, voir Saint-Martin.
Charles Saint-Martin-Valogne ou Charles Vaissière de Saint-Martin-Valogne, né au château de Combret, près de Saint-Sernin (Aveyron), le 9 octobre 1750, mort à Millau (Aveyron), le 25 septembre 1807, député de l'Aveyron à la Convention nationale et au Conseil des Cinq-Cents.

## Biographie
Son père faisait partie de la noblesse[réf. nécessaire] et servit au grade de capitaine au régiment du Vermandois. Après des études de droit, Saint-Martin devient avocat au parlement de Toulouse et, au moment de la révolution, il est devenu conseiller à la cour des comptes de Montpellier et membre de l'Académie des sciences de Turin.

### Mandat à la Convention
La monarchie constitutionnelle mise en place par la constitution du 3 septembre 1791 prend fin à l'issue de la journée du 10 août 1792 : les bataillons de fédérés bretons et marseillais et les insurgés des faubourgs de Paris prennent le palais des Tuileries. Louis XVI est suspendu et incarcéré à la tour du Temple.
En septembre 1792, Charles Saint-Martin-Valogne, alors maire de la commune de Milau, est élu député du département de l'Aveyron, le deuxième sur neuf, à la Convention nationale. Il ne saurait être confondu avec son collègue François-Jérôme Riffard de Saint-Martin, député girondin de l'Ardèche.
Il siège sur les bancs de la Plaine. Lors du procès de Louis XVI, il vote « la détention, et le bannissement à la paix » et se prononce en faveur de l'appel au peuple et du sursis à l'exécution de la peine. En avril 1793, il vote en faveur de la mise en accusation de Jean-Paul Marat. En mai, il vote en faveur du rétablissement de la Commission des Douze. En juillet 1793, Saint-Martin-Valogne est accusé par François Chabot (député de l'Aveyron) d'avoir « égaré » les administrateurs du département. Saint-Martin-Valogne s'en défend, et est défendu par François-Toussaint Villers (député de la Loire-Inférieure).
En prairial an III (juin 1795), Saint-Martin-Valogne est élu secrétaire aux côtés de Edme Bailly (député de Seine-et-Marne) et de Jean-Baptiste Marragon (député de l'Aude) sous la présidence de Jean-Denis Lanjuinais (député d'Ille-et-Vilaine).

### Mandat aux Cinq-Cents
Le 4 brumaire an IV, il est élu au Conseil des Cinq-Cents, qu'il quitte le 1er prairial an V. Nommé, en 1797, receveur général des finances à Avignon, il exerça ces fonctions jusqu'à sa mort.
Il est le grand-père d'Étienne de Saint-Martin (1831-1911), député de l'Indre.

## Sources
- « Charles Saint-Martin-Valogne », dans Adolphe Robert et Gaston Cougny, Dictionnaire des parlementaires français, Edgar Bourloton, 1889-1891 [détail de l’édition]